# Coniopteryx (Xeroconiopteryx) vojnitsi
Coniopteryx (Xeroconiopteryx) vojnitsi is een insect uit de familie van de dwerggaasvliegen (Coniopterygidae), die tot de orde netvleugeligen (Neuroptera) behoort. 
Coniopteryx (Xeroconiopteryx) vojnitsi is voor het eerst wetenschappelijk beschreven door Sziráki in 1994.